# Dimos Chaidari
Dimos Chaidari (Chaidari) är en kommun i Grekland.   Den ligger i prefekturen Nomarchía Athínas och regionen Attika, i den sydöstra delen av landet, 8 km väster om huvudstaden Aten. Antalet invånare är 46 897.